# Stereodon lindbergii
Stereodon lindbergii là một loài Rêu trong họ Hypnaceae. Loài này được (Mitt.) Braithw. mô tả khoa học đầu tiên năm 1902.